# 印度宽胸蝇虎
印度宽胸蝇虎（学名：Rhene indica）为跳蛛科宽胸蝇虎属的动物。分布于印度以及中国大陆的西藏等地，常栖息于山林。该物种的模式产地在印度。其种加词“indica”意为“印度的”。